# نيثانيل ميتشل بليك
نيثانيل جوزيف ميتشل بليك وهو من مواليد (2 أبريل 1994 ) ولد في مدينة لندن وهو عداء بريطاني متخصص في سباق 200 متر . لقد كان بطل أوروبا للناشئين لعام 2013 ، وصنف أفضل رقم شخصي له في 19.95 ثانية على أنه ثاني أسرع لاعب في بريطانيا على الإطلاق في هذا الحدث. وهو البريطاني الثاني فقط بعد آدم جميلي الذي كسر 10 ثوان لمسافة 100 متر و 20 ثانية لمسافة 200 متر.